# 磷化銦
磷化銦（Indium phosphide，InP）是由磷和銦組成的二元半導體材料，磷化銦和砷化鎵及大部份的三五族半導體相同，都是面心立方（闪锌矿）晶體結構。

## 製備
磷化銦可由白磷及碘化銦在400 °C下反應來製備。

## 用途
磷化銦因為電子速率較常見的矽半導體及砷化鎵都要高，可用在高功率高頻的電子電路中。磷化銦因為有直接带隙，適合作像雷射二極體等光電工程元件。磷化銦也用在銦鎵砷為基礎的光電元件中的磊晶基板。

## 化學
在面心立方（闪锌矿）晶體結構的化合物中，磷化銦有最長壽命的光學声子。

## 外部連結
- Extensive site on the physical properties of indium phosphide （页面存档备份，存于） (Ioffe institute)
- InP conference series （页面存档备份，存于） at IEEE
- Indium Phosphide and Indium Gallium Arsenide Help Break 600 Gigahertz Speed Barrier （页面存档备份，存于） (2005 news)